# La Sabotterie
 La Sabotterie  là một xã ở tỉnh Ardennes, thuộc vùng Grand Est ở phía bắc nước Pháp.